# Frédérique Camilleri
Frédérique Camilleri, née le 29 juin 1984 à Beyrouth (Liban), est une haute fonctionnaire française. Première femme à occuper le poste de préfète de police des Bouches-du-Rhône de 2020 à 2024, elle est préfète de l'Essonne depuis le 7 février 2024.

## Biographie

### Origines et études
Née le 29 juin 1984 à Beyrouth (Liban) de parents libanais, en pleine guerre civile, Frédérique Camilleri poursuit ses études élémentaires et secondaires au Collège Louise-Wegmann, où elle obtient un baccalauréat scientifique avec mention très bien en 2002. Après une première année de médecine à la faculté de Montpellier, elle entre en 2003 à l'Institut d'études politiques de Paris (Sciences Po), où elle suit un master en affaires publiques obtenu en 2007 avec mention bilingue en anglais, qu'elle complète par un master en affaires internationales à l'université Columbia obtenu la même année. 
En 2008, elle entre à l'École nationale d'administration (ENA) et intègre la promotion Émile Zola. Ses stages d'élève-fonctionnaire se déroulent à l'ambassade de France en Bosnie-Herzégovine, au haut-commissariat de la République en Polynésie française, à la direction de la stratégie de la SNCF et à l'Institut national de la recherche agronomique (INRA).

### Carrière

#### Début de carrière
À sa sortie de l'ENA en 2010, Frédérique Camilleri choisit le ministère de l’Intérieur. Elle commence sa carrière comme sous-préfète, directrice de cabinet du préfet des Pyrénées-Orientales, où elle est plus particulièrement chargée des questions de sécurité publique et civile, ainsi que de la lutte contre l’immigration irrégulière. Un an plus tard, elle est nommée au même poste auprès du préfet de Corse, Patrick Strzoda, dans une période marquée par de nombreux homicides et attentats sur l’île. En 2012, elle rejoint l'administration centrale en qualité de directrice-adjointe de cabinet du secrétaire général du ministère de l'Intérieur, Didier Lallement, où elle aura Stéphane Bredin comme chef. Elle retrouve un poste territorial comme sous-préfète, directrice de cabinet du préfet d'Ille-et-Vilaine et de la région Bretagne, à nouveau Patrick Strzoda, en 2014. Ce passage à Rennes est marqué par la gestion de nombreuses crises sociales, l’organisation de grands événements, et la mise en place des nouvelles stratégies de lutte contre la radicalisation et le terrorisme après les attentats de 2015. 
À compter de 2016, elle occupe plusieurs postes en cabinets ministériels, d'abord au ministère de l'Intérieur en tant que conseillère sécurité civile de Bernard Cazeneuve puis comme chef de cabinet du ministre, Bruno Le Roux puis Matthias Fekl, en décembre 2016, avant de rejoindre en mai 2017 le ministère des Armées en qualité de cheffe du cabinet civil de la ministre, Sylvie Goulard puis Florence Parly. 
En 2018, elle est nommée secrétaire générale de la zone de défense et de sécurité Sud auprès du préfet des Bouches-du-Rhône à Marseille. Dans ce poste, elle est chargée d'assurer le soutien des forces de sécurité intérieure et la gestion de crise zonale. 
En 2019, elle devient directrice adjointe du cabinet du préfet de police, Didier Lallement, abondamment controversé, lors d'un remaniement de son cabinet. À son sujet, elle indique lors d'une interview en 2020 : « J’ai eu l’occasion dans ma vie, et je leur rends hommage aujourd’hui, de travailler avec de très grands préfets qui m’ont tous apporté quelque chose. Et puis chacun ensuite est lui-même, apporte sa méthode, sa vision. C’est un métier qu’on apprend auprès de ces préfets, ses patrons, et j’ai eu la chance d’avoir ces patrons-là. ». Pendant près de deux ans, elle vit dans ce poste les différentes crises qui ont touché Paris lors de cette période : des manifestations des gilets jaunes à l’attentat commis dans les locaux de la préfecture de police de Paris en passant par la mise en œuvre des mesures sanitaires liées à l’épidémie de Covid-19. Chargée des relations avec les élus, elle siège au Conseil de Paris et travaille étroitement avec la mairie de Paris sur le projet de création d’une police municipale,. 

#### Préfète de police des Bouches-du-Rhône
Après le limogeage du préfet Emmanuel Barbe à la suite de deux polémiques en novembre 2020, elle est nommée préfète de police des Bouches-du-Rhône le 25 novembre 2020. Alors âgée de 36 ans, elle est alors la première femme à occuper ce poste. Lors de son installation  le 14 décembre 2020, elle tient un discours de fermeté à l'égard notamment des trafiquants de drogue des quartiers nord de Marseille, désignant « la lutte contre les trafics de stupéfiants » comme le premier défi à relever, et ce « sans état d’âme, pied d’immeuble par pied d’immeuble, cage d’escalier par cage d’escalier ». Cette inflexibilité lui vaut d'être réputée comme « dure », tant auprès des élus marseillais que des syndicats de police.
Faisant de la lutte contre le trafic de stupéfiants sa priorité numéro une, elle initie la stratégie dite du « pilonnage »  des trafics de stupéfiants, qui permet de réduire de 40 % le nombre de points de deal dans les Bouches-du-Rhône. Elle développe également de nouvelles approches de prévention et de lutte contre la délinquance du quotidien. 
En 2022, elle est titularisée dans le corps des préfets mais opte pour l'intégration dans le nouveau corps des administrateurs de l’État au moment de sa création. 
En 2023, elle pilote et coordonne les dispositifs de sécurité de plusieurs grands événements exceptionnels comme la visite du pape François à Marseille les 22 et 23 septembre ainsi que la coupe du monde de rugby. 

#### Préfète de l'Essonne
Le 7 février 2024, après trois ans et deux mois à la tête de la préfecture de police des Bouches-du-Rhône, Frédérique Camilleri est nommée préfète de l'Essonne sur proposition du ministre de l’Intérieur, Gérald Darmanin. Elle prend ses fonctions le 4 mars de la même année.

## Décorations
- Chevalière de l'ordre national du Mérite (2021)[35]
- Médaille d'honneur pour acte de courage et de dévouement, bronze (2019)[36][source insuffisante]
- Médaille de la sécurité intérieure, argent (2014)[37]
- Médaille de la sécurité intérieure, bronze

- Médaille de la sécurité intérieure, or avec agrafe « police nationale » (2024)[38]
- Chevalier de l'ordre du Mérite maritime (2024)[39]
- Médaille d'honneur de l'administration pénitentiaire, argent (2023)[40]
- Médaille d'honneur de la Police nationale[41]
- Médaille de la jeunesse, des sports et de l'engagement associatif, bronze (2022)[42]